# Chồn bạc má Borneo
Melogale everetti là một loài động vật có vú trong họ Chồn, bộ Ăn thịt. Loài này được Thomas mô tả năm 1895.
Loài này là loài ăn đêm và chủ yếu ăn thịt nhưng có thể ăn một số thực vật; với chế độ ăn bao gồm cả côn trùng, ốc, giun đất, thằn lằn, chim nhỏ và chuột (bao gồm cả xác chết) và trái cây. Loài này chỉ được biết đến chắc chắn từ các khu rừng vùng cao trên núi Kinabalu và các vùng lân cận ở Sabah, Malaysia, nhưng bị nghi ngờ hiện diện ở những nơi khác trên đảo Borneo, bao gồm Brunei, Kalimantan (Indonesia) và Sarawak (Malaysia). Mối đe dọa lớn nhất đối với chúng là mất môi trường sống do việc phá rừng nhanh chóng ở Borneo.

## Hình ảnh

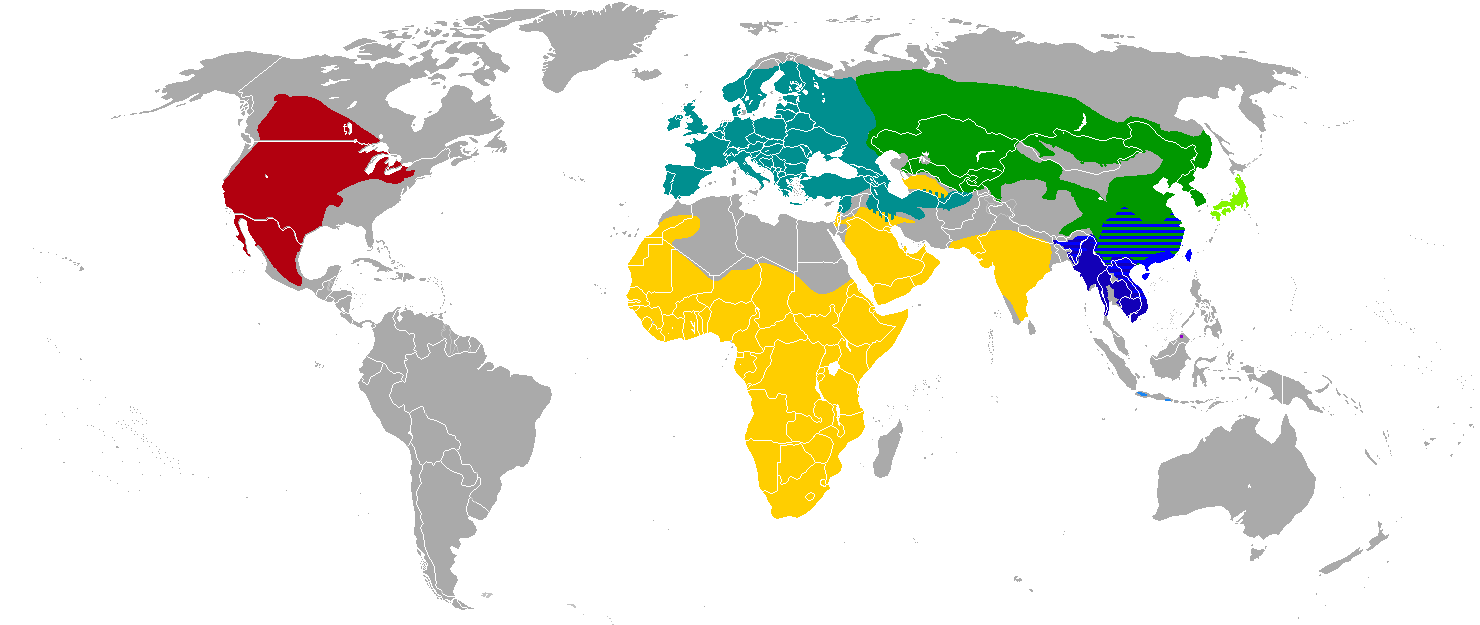